# Adderley Green
Adderley Green – wieś w Anglii, w hrabstwie Staffordshire. Leży 21 km na północ od miasta Stafford i 214 km na północny zachód od Londynu.